# 穆庫里西
18°5′34″S 40°30′57″W / 18.09278°S 40.51583°W

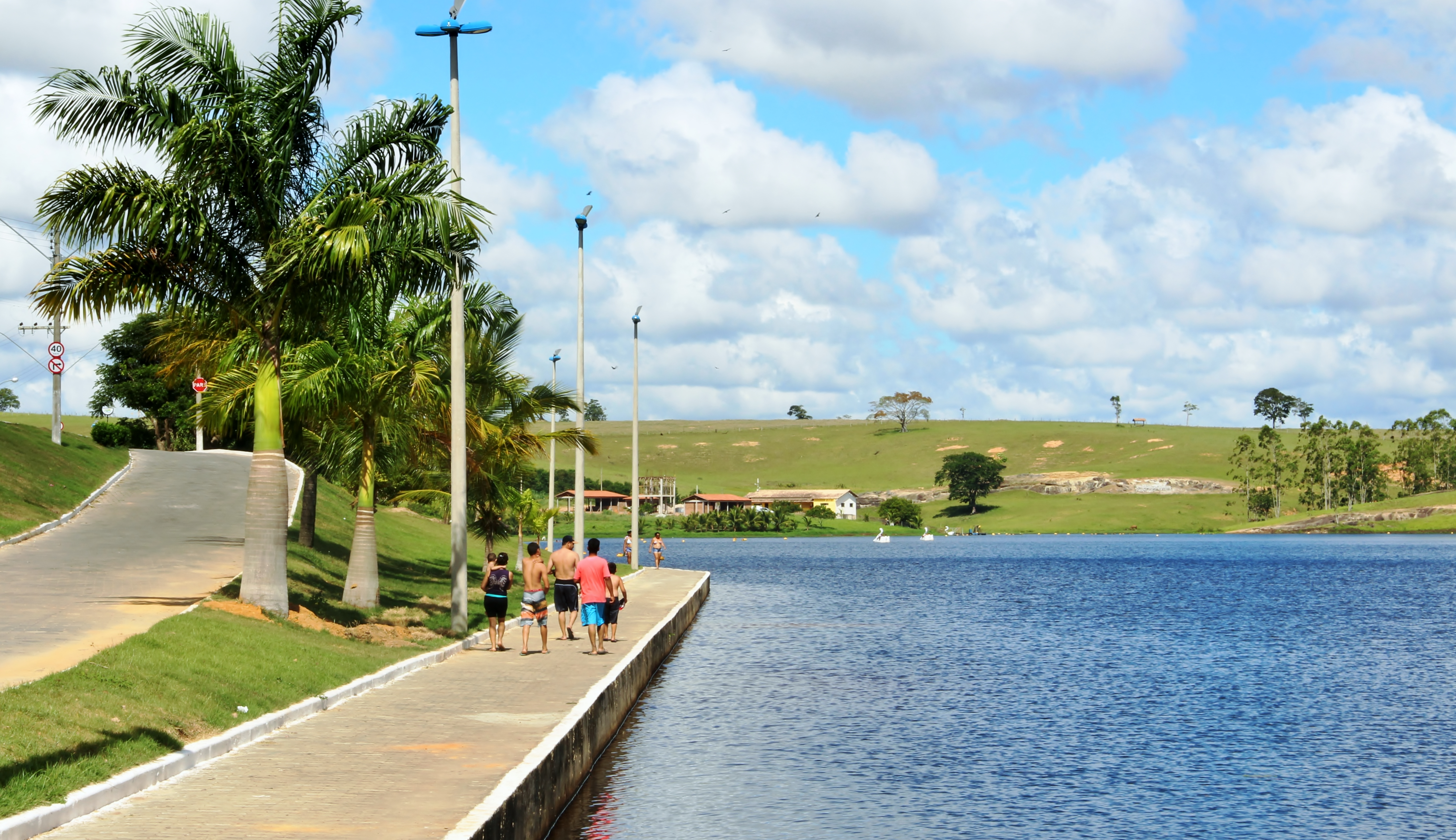
穆庫里西

穆庫里西（葡萄牙語：Mucurici），是巴西的城鎮，位於該國東南部，由聖埃斯皮里圖州負責管轄，始建於1953年12月11日，面積538平方公里，海拔高度250米，2008年人口5,914，人口密度每平方公里11.6人。